# جامعة القاهرة فرع الشيخ زايد
جامعة القاهرة فرع الشيخ زايد هي الفرع الدولي لجامعة القاهرة في مدينة الشيخ زايد بمحافظة الجيزة في مصر تحتوي على العديد من الكليات لتقليل الكثافة الطلابية بمقر الجامعة الرئيسي بمدينة الجيزة.

## الكليات والمعاهد
- كلية الهندسة [3]
- كلية التجارة
- كلية الحقوق
- المعهد الأفريقي[4]
- المعهد القومي للأورام الجديد 500500 [5][6][7]
- مركز اللغات الأجنبية [8]